# لا رو تورانجيل 2016
لا رو تورانجيل 2016 (بالفرنسية: Roue tourangelle 2016 )‏ هو سباق دراجات هوائية، وهو الموسم رقم 15 من نفس السباق، وأقيم في 24 أبريل 2016، وامتدّ لمسافة 192 كيلومتر، وهو أحد سباقات طواف أوروبا للدراجات 2016، وهو من نوع سباق يوم واحد، وقد شارك في السباق 139 متسابقاً ووصل إلى نهايته 130 متسابقاً.
فاز فيه بالمركز الأول سامويل دومولين، وبالمركز الثاني أوليفير بارديني، وبالمركز الثالث جوليان دوفال.

## الفرق
| فرق عالمية (2)- AG2R La Mondiale - FDJ فرق قارية محترفة (6)- كاجا رورال-سيغوروس 2016 ‏ - Cofidis, Solutions Crédits - ديلكو ‏ - Direct Énergie - Fortuneo-Vital Concept - Wanty-Groupe Gobert فرق قارية (12)- Team3M ‏ - أرمي دي تير 2016 ‏ - Pauwels Sauzen–Vastgoedservice ‏ - Team Differdange–Geba ‏ - موسم يوسكادي مورياس 2016 ‏ - إتش بي بي تي بي – أوبير 93 ‏ - Team Lotto–Kern Haus ‏ - Leopard TOGT Pro Cycling ‏ - ميتك-تي كي إتش مانتيل 2016 ‏ - Van Rysel–Roubaix ‏ - فورارلبرغ 2016 ‏ - بنجوال باوليز ساوكس دبليو بي ‏ |  |
| |  |

## التصنيف العام النهائي
| \| التصنيف العام \| التصنيف العام \| التصنيف العام \| التصنيف العام \| التصنيف العام \| \| العداء \| العداء \| الفريق \| الوقت \| \| \| ------------- \| --------------- \| ----------------------------------------- \| ------------- \| ------------- \| \| 1 \| سامويل دومولين \| AG2R La Mondiale \| \| \| \| 2 \| أوليفير بارديني \| بنجوال باوليز ساوكس دبليو بي [الإنجليزية]‏ \| \| \| \| 3 \| جوليان دوفال \| أرمي دي تير [الإنجليزية]‏ \| \| \| |                 |                               |       |  |
| |                 |                               |       |  |
| مصادر: ProCyclingStats Cycling Quotient Cycling Archives |                 |                               |       |  |
| التصنيف العام |                 |                               |       |  |
| العداء | العداء          | الفريق                        | الوقت |  |
| 1 | سامويل دومولين  | AG2R La Mondiale              |       |  |
| 2 | أوليفير بارديني | بنجوال باوليز ساوكس دبليو بي ‏ |       |  |
| 3 | جوليان دوفال    | أرمي دي تير ‏                  |       |  |

## وصلات خارجية
- الموقع الرسمي
- لا رو تورانجيل 2016 على موقع إحصائيات الدراجات الإحترافية (الإنجليزية)